# Operatie Cornflakes

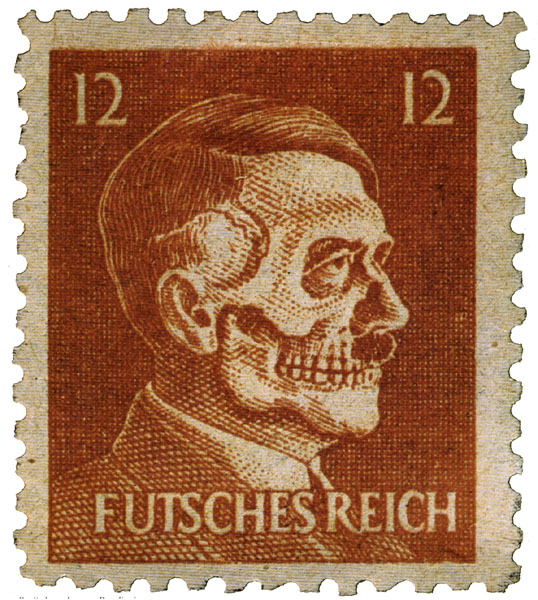
Amerikaanse neppostzegel

Operatie Cornflakes was een Amerikaanse militaire operatie tegen het einde van de Tweede Wereldoorlog, waarbij geallieerde propaganda in de vorm van brieven met correcte adressen in postzakken in Duitsland en Oostenrijk werden gedropt in de nabijheid van gebombardeerde postauto's en posttreinen. Het was de bedoeling om de Duitse posterijen te misleiden, zodat deze postzakken in het postaal systeem terechtkwamen en de brieven "gewoon" zouden worden bezorgd.